# 土耳其語維基百科
土耳其語維基百科是維基百科協作計劃的土耳其語版本，由非營利組織──維基媒體基金會維持負責。目前是各語言維基百科計劃中，規模排名第19（依條目量計算）的維基百科。計劃開始於2001年，至2011年6月已有超過168,000個條目。
2015年6月起，土耳其語維基百科的頁面橫幅，開始加註警語與抗議，提示用戶有幾個條目被土耳其當局封鎖而無法閱讀：人類陰莖、女陰（Kadın üreme organları）、阴囊（Testis torbası）、阴道（Vajina），以及2015年土耳其大選民意調查。其中前4個條目是HTTP封鎖，但HTTPS可以，而2015年土耳其大選民意調查則是均無法閱讀。
最新一次的封鎖自2015年土耳其大選前一天的6月6日開始，土耳其語維基百科並警告用戶，在該語言的維基百科頁面編輯貢獻，可能會受到土耳其當局監控；而與人類生殖器的4個相關條目的封鎖，是從2014年11月17日開始。維基媒體基金會（WMF）的發言人Katherine Maher女士稱，土耳其當局的封鎖，完全沒有經過任何法院命令；她並稱，基金會正在尋找方法，讓包括土耳其在內的某些國家的用戶，能夠使用HTTPS協議瀏覽條目，而這些政府將更難以封鎖或限制用戶訪問維基百科網站。
2017年4月29日，土耳其語維基百科遭到土耳其政府封鎖。土耳其政府未提供任何封鎖的原因，有些人認為有些條目批評土耳其與伊斯蘭國合作，引起土耳其政府的擔憂。2019年12月，土耳其憲法法院裁定土耳其政府的此次封鎖侵犯公民言論自由，最終土耳其語維基百科於2020年1月15日被解除封鎖。

### 新聞報道
1. ↑  . Hürriyet Daily News. 2015-06-19  [2015-06-21]. （原始内容存档于2015-09-24） （英语）.
2. ↑  . Today's Zaman. 2015-06-19  [2015-06-21]. （原始内容存档于2015-06-19） （英语）.
3. ↑  . BBC News (BBC). 29 April 2017  [29 April 2017]. （原始内容存档于2017-04-29）.
4. ↑  . Sabah.   [1 May 2017]. （原始内容存档于2017-04-30） （土耳其语）.
5. ↑  . CNN.   [1 May 2017]. （原始内容存档于2017-05-04） （英语）.
6. ↑  . NetBlocks. 15 January 2020  [15 January 2020]. （原始内容存档于2020-11-19）.

## 外部連結
- 土耳其語維基百科 （页面存档备份，存于）